# シンセサイザー音楽
シンセサイザー音楽（シンセサイザーおんがく）とは、電子音楽の中でも、シンセサイザーを主な音源として使用した音楽を指す。

## 概要
シンセサイザーを駆使する事によって、生楽器/電気楽器によるものとは異質な音響を得た音楽。
いわゆる「電子音楽」がシンセサイザー無しでも成立が可能であるのに対し、シンセサイザー音楽はシンセサイザーを使用する事が成立の前提となる。また「コンピュータミュージック」は音源或いは演奏の制御にコンピュータを用いる事でそう呼称されるのに対し、シンセサイザー音楽は必ずしもコンピューターの使用が必須条件にはならず、アナログ・シーケンサーや手弾きによる演奏も存在する。

## 概歴
1960年代から登場したモーグ等のシンセサイザーを使用する事によって、電子音を楽器として駆使する事が比較的容易になり、ウォルター・カーロスや冨田勲、タンジェリン・ドリーム、ヴァンゲリス、ジャン・ミッシェル・ジャールなどといった、シンセサイザーによる作品制作を得意とする音楽家が次々と登場した。彼らはそれぞれ音楽性が異なる場合が多かったが、題材として採り上げる音楽の傾向/ジャンルよりも「シンセサイザーを使う」という点が着目される事により、使用する楽器による分類が頻用されるようになった。

## 用例/参考文献
2008年現在入手が可能な文献で、「シンセサイザー音楽」という言葉が記述され、その内容が解説されている例は以下の通り。
- 田中雄二著「電子音楽in Japan」ISBN 9784757208711
- 古山俊一著「はじめてのシンセサイザー」ISBN 9784061489288